# Spreti (Adelsgeschlecht)

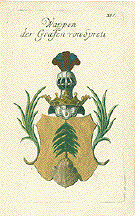
Wappen der Grafen von Spreti

Die Familie Spreti ist ein italienisch-bayerisches Adelsgeschlecht, das seit dem 11. Jahrhundert in Ravenna in Oberitalien und seit dem 17. Jahrhundert in Bayern nachweisbar ist.

## Geschichte

### In Italien
Der erste dokumentierte Spreti war um 1130 Arardo Spreti. Die Familie hatte Bischöfe, Gelehrte und Militärs in ihren Reihen. Der im Zentrum von Ravenna von Carlo Fontana im Jahre 1415 erbaute Palazzo Spreti wurde 2008 verkauft.

### In Bayern
Urbano VII. von Spreti  (* 1609 in Ravenna), diente als Offizier im Reiterregiment des Obersten Aldobrandini, nahm 1634 an der Schlacht bei Nördlingen teil und starb ohne Nachkommen in München.
Giovanni Gitolamo von Spreti (* 1654 in Ravenna, † 1694 ebenda) wurde in der Münchner Pagerie erzogen, war bayerischer sowie französischer Offizier, kehrte um 1691 nach Ravenna zurück und starb ohne Nachkommen.

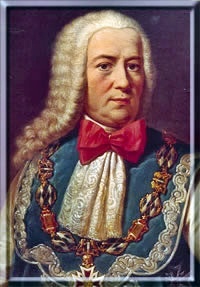
Hieronymus von Spreti (1695–1772)

Erster in Bayern dauernd sesshafter Namensträger und Begründer des hiesigen Familienstammes war Hieronymus von Spreti (1695–1772) aus Ravenna. Er kam 1703 als Page an den kurbayerischen Hof, 1711 erfolgte die Anerkennung des italienischen Grafentitels in Bayern. Später avancierte er zum  kurfürstlichen Kammerherrn, Oberstküchenmeister und Feldmarschallleutnant. Spreti ehelichte 1723 die Hofdame Maria Caroline Charlotte von Ingenheim (1704–1749). Dies geschah mit ausdrücklicher Zustimmung von Kurprinz (später Kurfürst und Kaiser) Karl Albrecht von Bayern, der mit ihr als seiner Geliebten zwei Kinder hatte. Eines davon war Franz Ludwig von Holnstein (1723–1780), Begründer des Adelshauses der Grafen von Holnstein aus Bayern, welcher Spretis Stiefsohn wurde. Die Eheleute nahmen Wohnsitz in dem 1724 erworbenen Palais Spreti in München (das bis 1786 im Besitz der Familie verblieb). Hieronymus von Spreti und Maria Caroline Charlotte von Ingenheim hatten in 26 Ehejahren 14 Kinder. Nach dem Tod seiner Frau heiratete Hieronymus von Spreti 1754 Antonia Freiin Goder von Kriestorff, aus deren Familie ab 1780 das Schloss Kapfing in der Gemeinde Vilsheim (Landkreis Landshut) in den Besitz der Grafen Spreti kam, bis es 2004 verkauft werden musste.
Einer der Söhne, Graf Sigmund, heiratete 1758 Clementina Freiin von Schlurff genannt Thann, deren Mutter 1751 die Hofmarksgüter Weilbach und Inzemoos erworben hatte. Letzteres wurde 1759 verkauft, Unterweilbach (bei Hebertshausen im Landkreis Dachau) wurde 1832 zu einem Spreti'schen Fideikommiss. Martin Graf von Spreti löste diesen nach dem Tod seiner drei Söhne 1934 auf und vererbte den Besitz an seine Tochter Martina Braun-von Kress (1902–1998), verwitwete Freifrau Kress von Kressenstein. Der Besitz gehörte ihrer Tochter Ingrid von Trebra-Lindenau, geb. Freiin Kress von Kressenstein und ihrem Mann Joachim von Trebra-Lindenau († 2000). Heute verwaltet die nächste Generation unter Clemens von Trebra-Lindenau und seiner Gattin Sophia die Liegenschaften. Zeitweise gehörte auch ein Teil der nahegelegenen Hofmark Weichs zum Besitz.

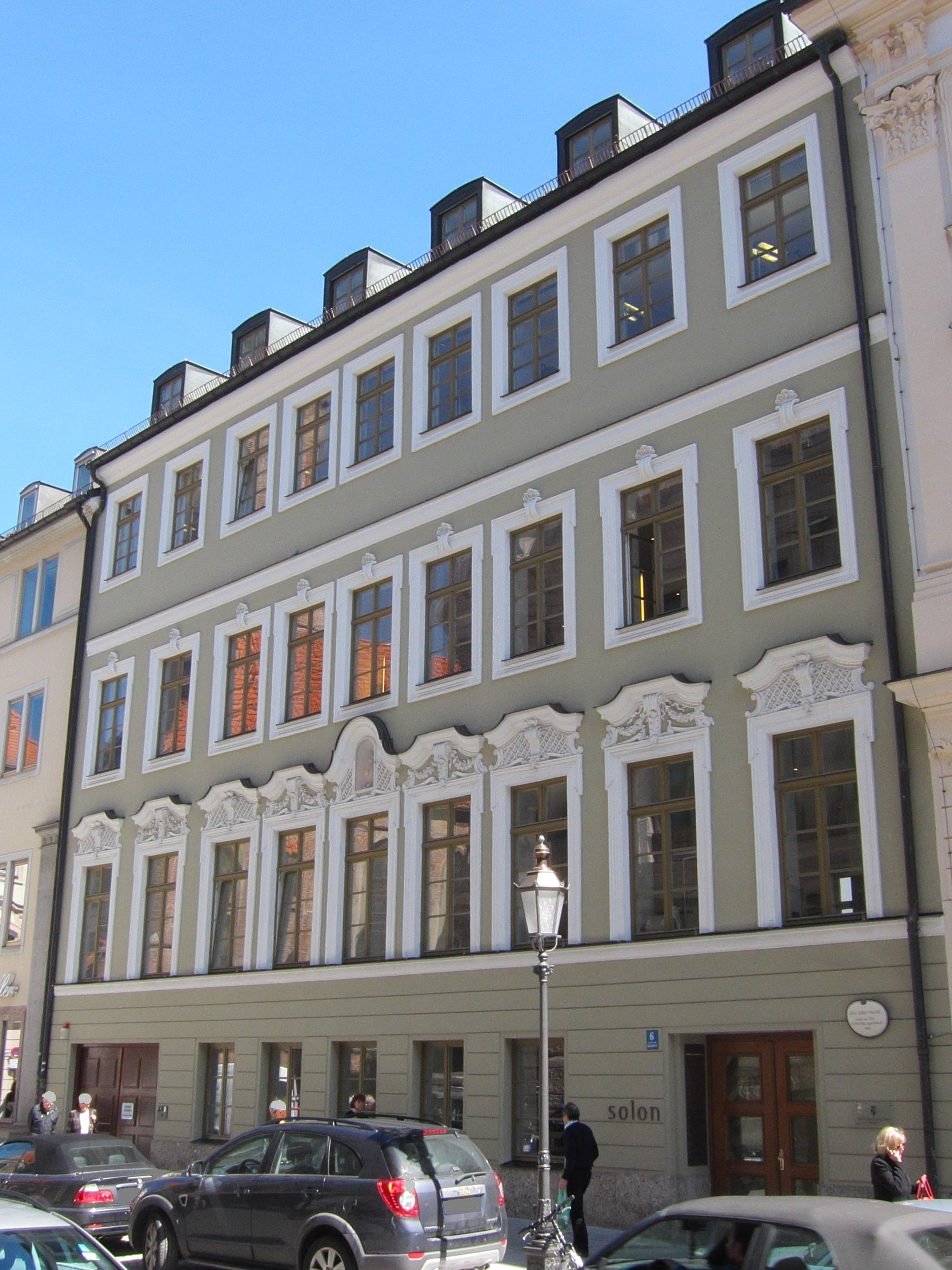
Palais Spreti, München
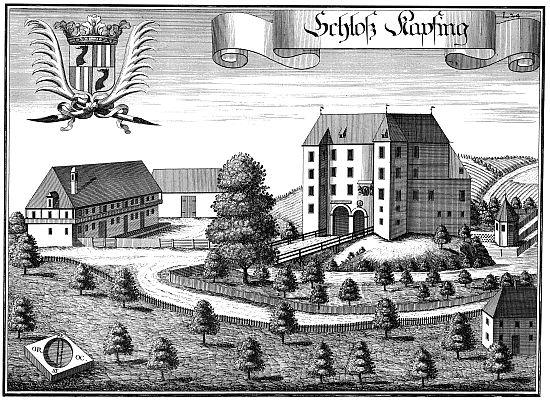
Schloss Kapfing
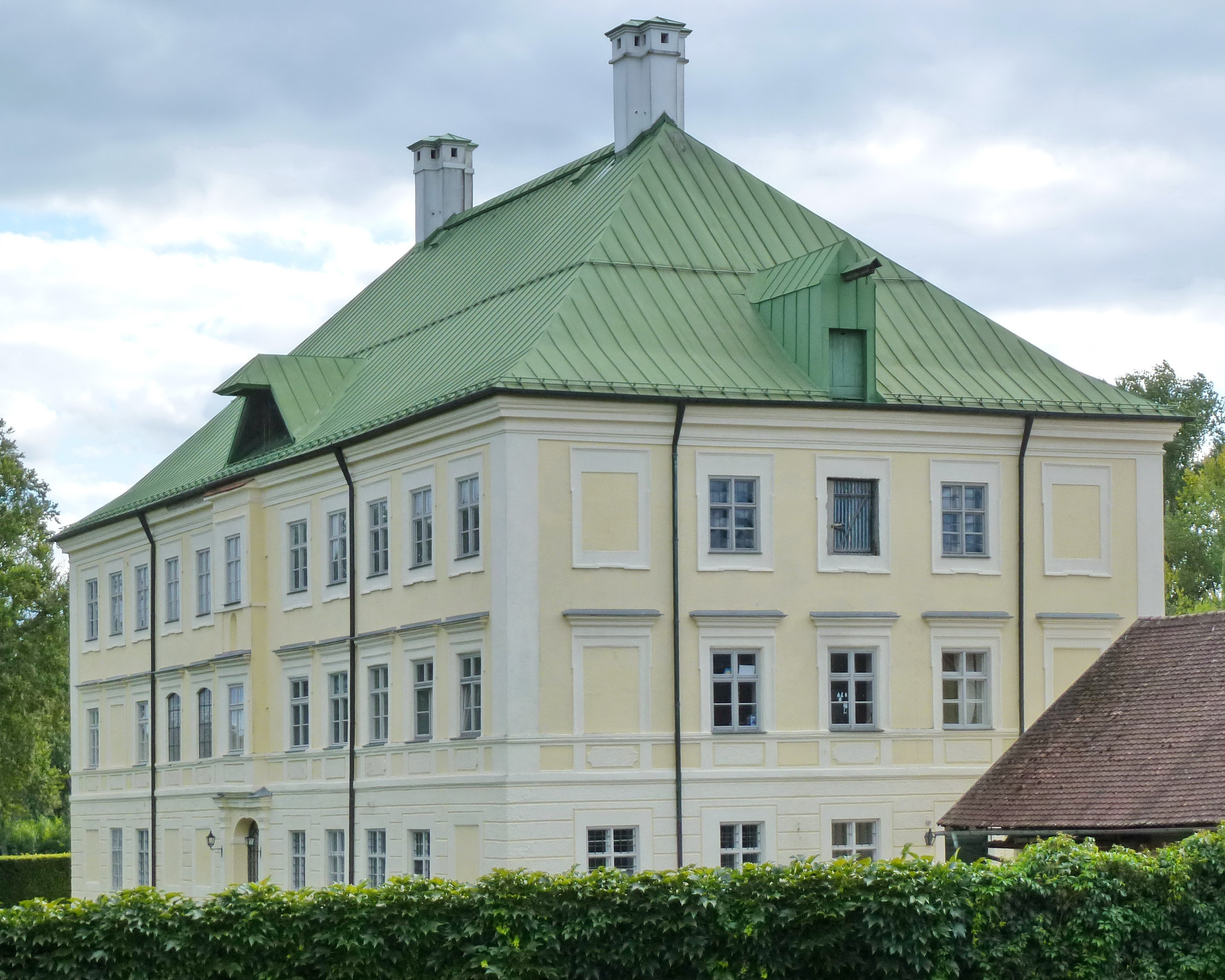
Schloss Unterweilbach

## Bekannte Familienmitglieder
- Pomponio Spreti († 1652), Bischof von Cervia 1646–1652
- Camillo Spreti (1658–1727), Bischof von Cervia 1709–1727
- Hieronymus von Spreti (1695–1772), bayerischer Kammerherr und Feldmarschall-Leutnant
- Maximilian von Spreti (1766–1819), bayerischer Generalmajor
- Heinrich von Spreti (1868–1944), deutscher Beamter, Regierungspräsident von Schwaben
- Rudolf Graf von Spreti (1883–1955), bayerischer Offizier, Reiter und Leiter des Gestüts Waldfried
- Karl Graf von Spreti (1907–1970), deutscher Politiker (CSU), MdB und Diplomat
- Adolf Graf von Spreti SVD (1907–1994), Ordensgeistlicher, Generalsekretär der Steyler Missionare
- Cajetan Graf von Spreti (1905–1989), SA-Aktivist
- Hans Erwin von Spreti-Weilbach, auch: Hans Joachim von Spreti-Weilbach (1908–1934), deutscher Politiker (NSDAP) und SA-Führer
- Franz Graf von Spreti (1914–1990), bayerischer Politiker (CSU)

## Literatur

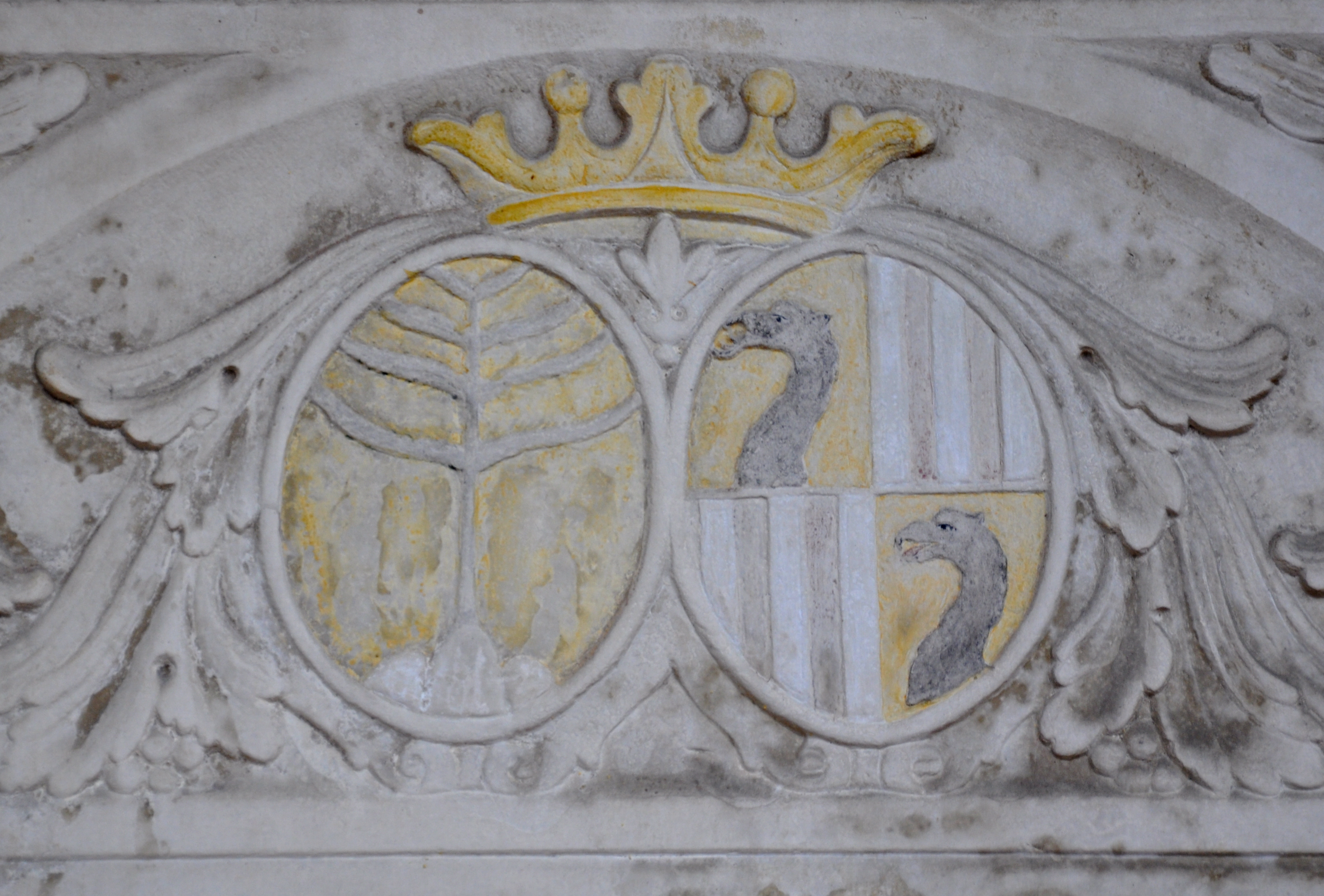
Wappen am Epitaph der Gräfin Maria Anna Antonia von Spreti geb. Goderin (Freiin Goder von Kriestorff), † 1786 an der Martinskirche (Landshut)